# Vliegtuigmotor

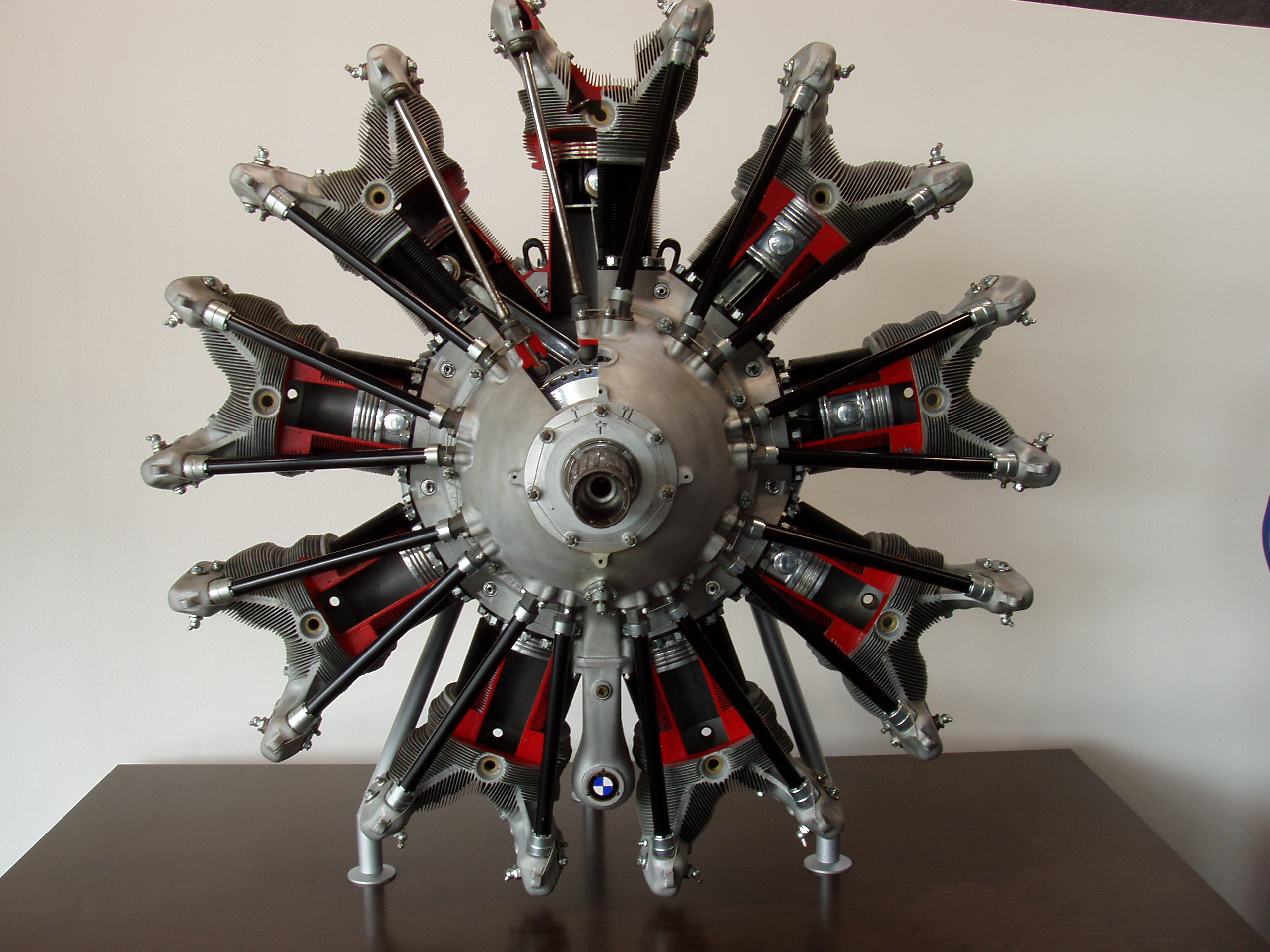
Vliegtuigmotor JU52 van het type stermotor

Een vliegtuigmotor zorgt voor de voortstuwing van een vliegtuig. Er zijn drie grote groepen van motoren te onderscheiden, de zuigermotor met propeller, de turbopropeller en de straalmotor (inclusief turbofan). In de eerste helft van de twintigste eeuw waren zuigermotoren de enige bruikbare vorm van voortstuwing in de luchtvaart. Na de Tweede Wereldoorlog werden straalmotoren in verkeersvliegtuigen dominant vanwege de mogelijkheid om hoger en sneller te kunnen vliegen. In de kleine luchtvaart worden zuigermotoren en turbopropellers tot op heden het meeste toegepast.

## Typen
- Zuigermotor met propeller: tegenwoordig vooral populair in de sportvliegerij. Diverse zuigermotortypes werden toegepast, waaronder de boxermotor en de stermotor.
- Straalmotor: verzamelnaam voor turbinestraalmotoren.
- Turbojet: vooral geschikt voor hoge snelheden.
- Turboprop: meer geschikt bij lage snelheden.
- Turbofan: mengvorm tussen turbojet en turboprop.
- Turboshaft: turbinemotor die een as aandrijft. Wordt toegepast in helikopters.
- Pulserende straalmotor: eenvoudig motortype, bestaande uit een kleppenrooster en een verbrandingsruimte met een lange straalpijp. Levert relatief weinig vermogen. Bekendste gebruik in de V1.
- Ramjet: zeer eenvoudig motortype, dat echter alleen werkt als het vliegtuig al een hoge snelheid heeft.
- Scramjet: speciale vorm van Ramjet, geschikt voor supersonische snelheden.
- Raketmotor: werkt zonder luchttoevoer.
- Elektromotor: werkt op elektrische energie, bijvoorbeeld opgewekt door zonne-energie.

## Fabrikanten
Voor commerciële toestellen zijn de grote fabrikanten van vliegtuigmotoren Pratt & Whitney, GE Aviation van General Electric, Rolls Royce en CFM International (een joint venture van Safran Aircraft Engines en General Electric).

## Ontwikkeling zuigermotoren

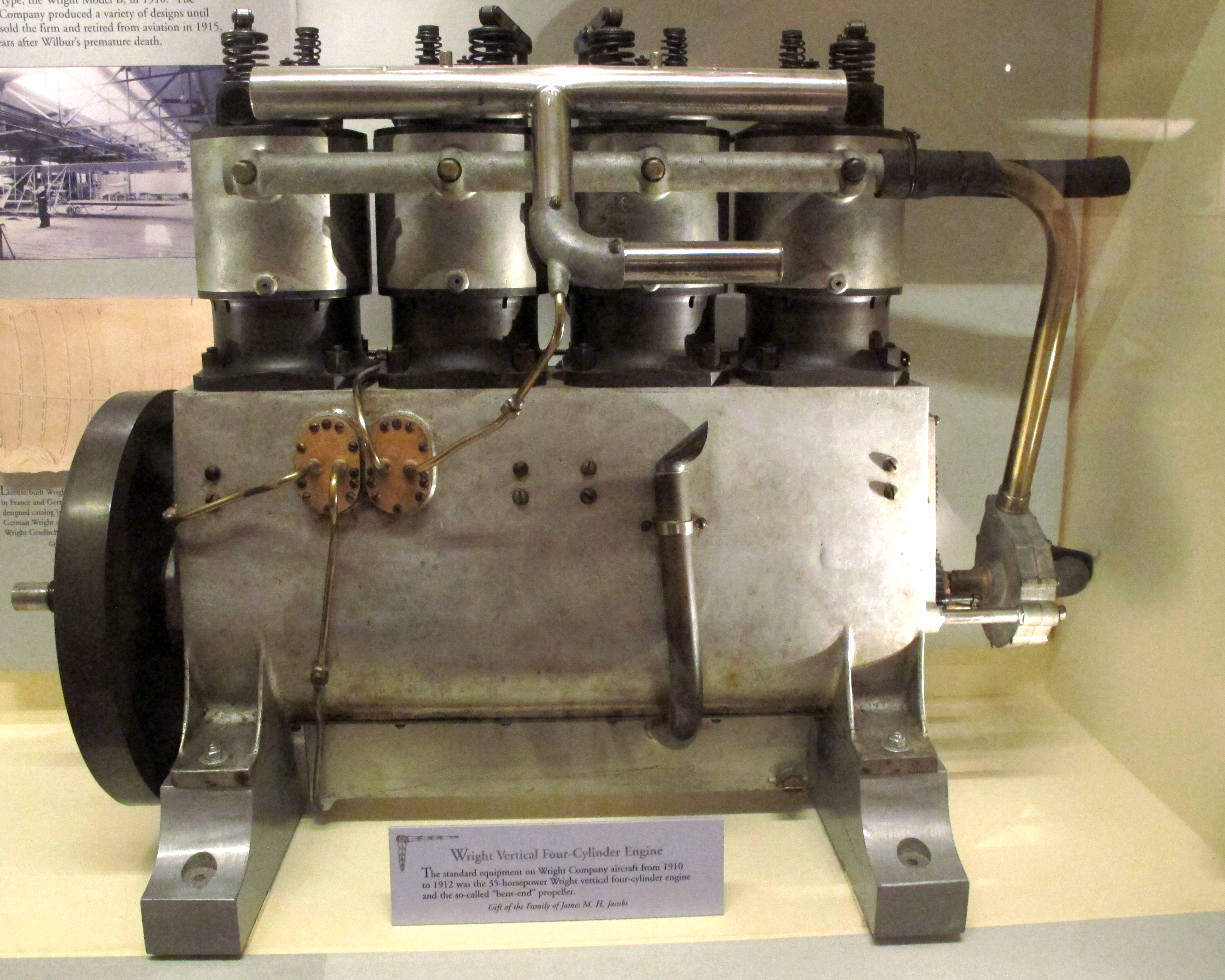
Taylors verbeterde watergekoelde viercilinder lijnmotor voor de Gebroeders Wright (1910-1912)

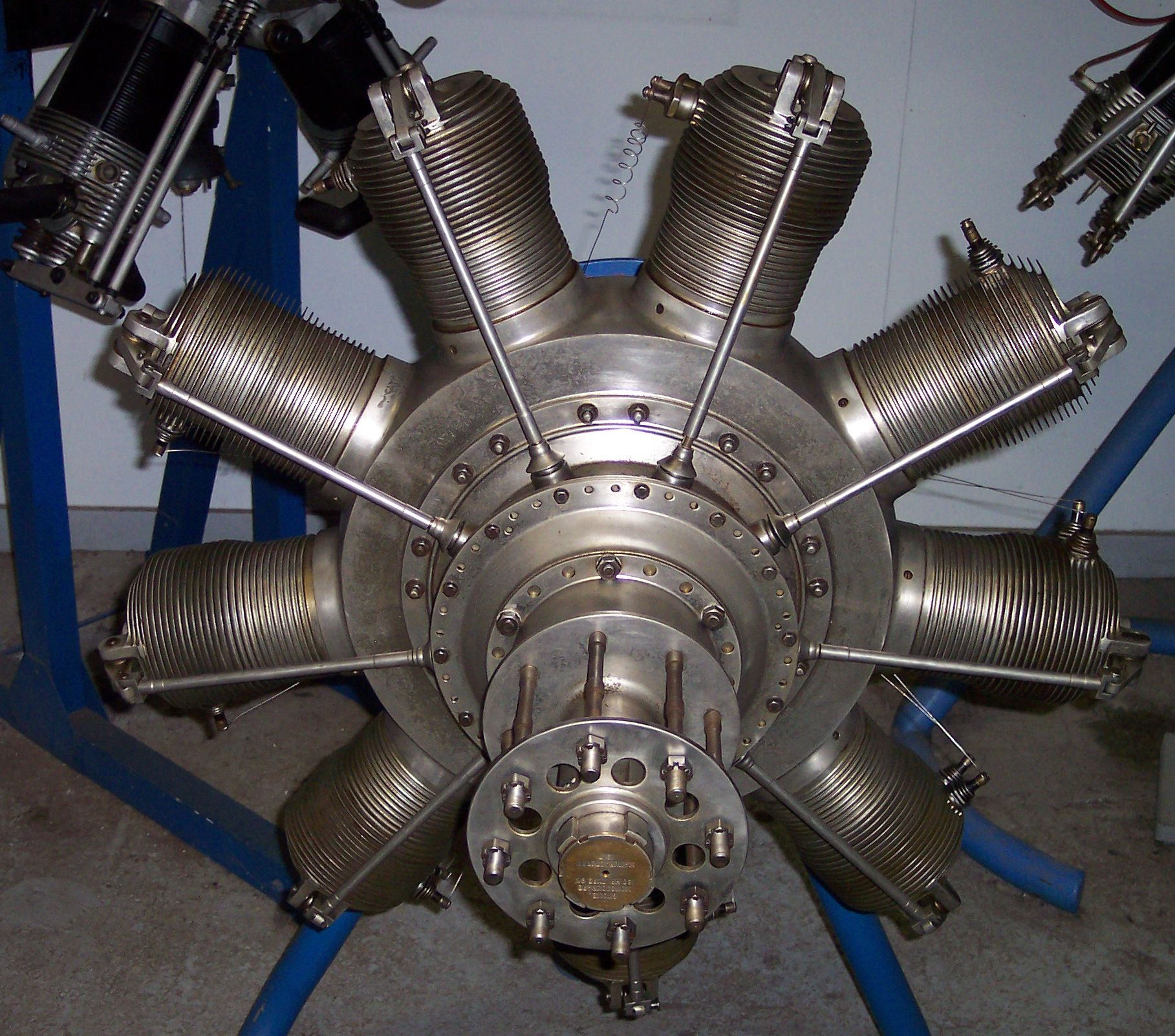
Gnome 9N Monosoupape negencilinder rotatiemotor van 160 pk (1917)

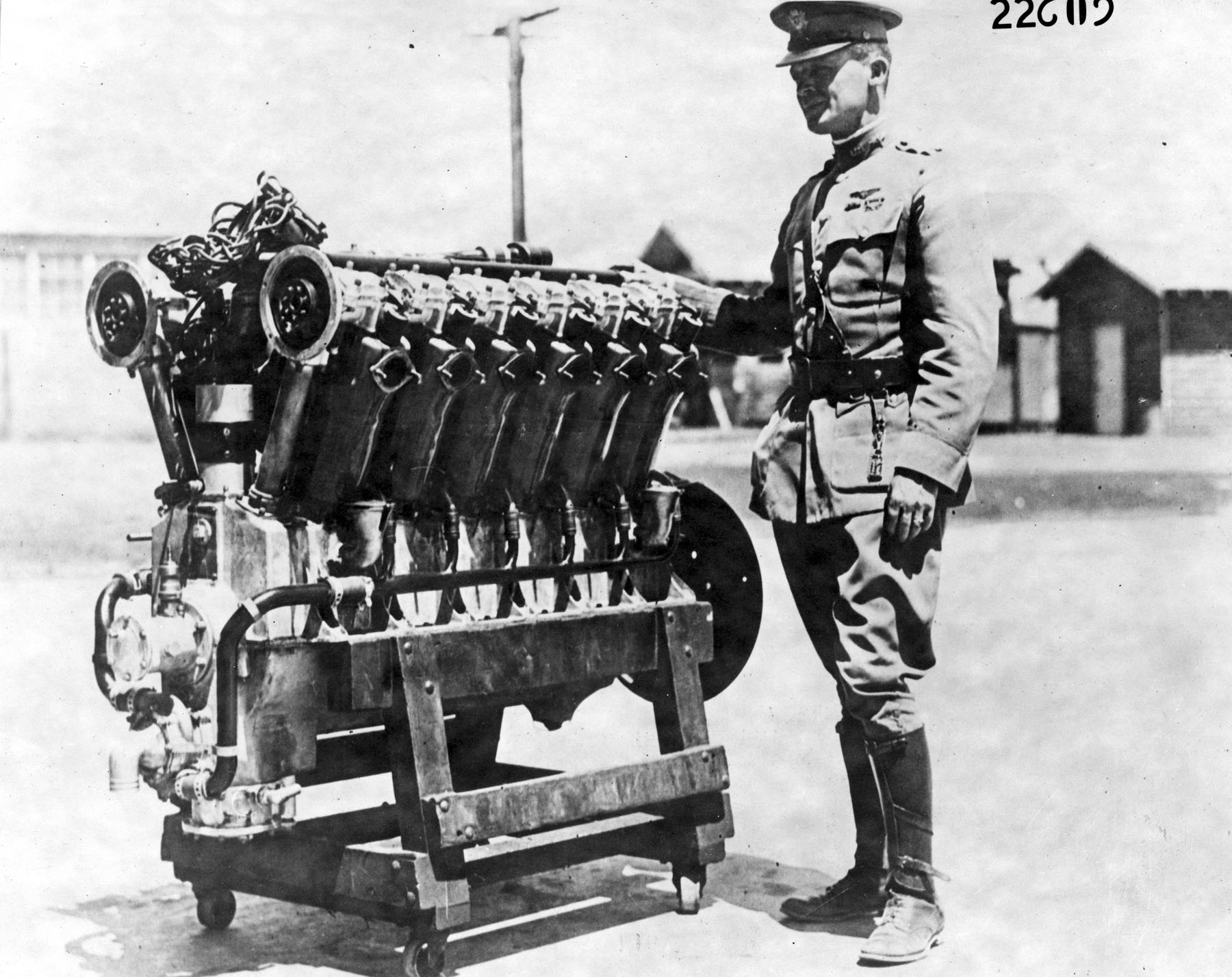
Liberty watergekoelde V-12 motor

Tijdens de pioniersfase van de luchtvaart, ongeveer van 1909 tot 1919, liepen zuigermotoren dikwijls vast door oververhitting. De twee oplossingen die hiervoor in de vroege fase van de luchtvaart werden toegepast waren de luchtgekoelde rotatiemotor en de watergekoelde lijn- en V-motor. Door verbetering van de luchtkoeling bij stationaire stermotoren verdween de rotatiemotor na de Eerste Wereldoorlog vrij snel van het toneel. De watergekoelde motor bleef ondanks zijn nadelen (extra gewicht en complexiteit van het koelsysteem) in gebruik bij toepassingen waar grote vermogens vereist waren. In de Tweede Wereldoorlog werden de belangrijkste jachtvliegtuigen, de Spitfire en de Messerschmitt Bf 109, voortgedreven door watergekoelde zuigermotoren. Na de oorlog werden jagers en verkeersvliegtuigen steeds meer uitgerust met straalmotoren. In de kleine luchtvaart wordt de luchtgekoelde zuigermotor tot op heden nog steeds breed toegepast, vanwege zijn betrouwbaarheid en lage brandstofverbruik.
In 1903 ontwikkelde Charles Taylor de eerste specifieke vliegtuigmotor. De Gebroeders Wright hadden diverse automobielfabrikanten aangeschreven voor een krachtbron voor hun vliegtuig, maar deze waren allemaal te zwaar. Taylor maakte een watergekoelde motor met vier cilinders uit een aluminiumblok. De massa was net geen 90 kilogram en daarmee lichter dan de andere motoren. Het leverde voldoende vermogen voor de eerste gemotoriseerde vlucht van de gebroeders. In 1908 had Taylor de motor verbeterd en leverde 30 paardenkracht (pk) waardoor naast de piloot een passagier kon meevliegen.
In 1908 werd in Frankrijk de eerste motor specifiek voor vliegtuigen ontwikkeld door Laurent Sequin. Hij plaatste vijf cilinders in een kring gemonteerd rond de aandrijfas voor de propeller, de rotatiemotor was geboren. Deze opstelling spaarde gewicht en omdat de motor ook ronddraaide werden gelijk de cilinders met lucht gekoeld. De motor leverde een vermogen van 34 pk en had een massa van 50 kilogram. Het idee was niet helemaal origineel, twintig jaar eerder had de Australiër Lawrence Hargrave al iets vergelijkbaars ontwikkeld. Sequin bracht de motoren op de markt onder de merknaam Gnome en leverde duizenden motoren van dit type af. De motor had als nadelen een relatief hoog brandstof- en olieverbruik. De motor draaide immers rond en de olie werd naar buiten geslingerd. Verder beïnvloedde de draaiing van de motor de vliegeigenschappen, met name als gestuurd werd tegen de draairichting van de motor. Tegen het einde van de Eerste Wereldoorlog was het vermogen al opgelopen naar zo’n 200 pk, maar nam de populariteit van de motor af.
Een vastzittende motor kreeg de voorkeur. Bij de ster- of radiaalmotor bleef de cilinderopstelling ongewijzigd maar draaide de motor niet. Met de plaatsing van de cilinders meer naast dan achter elkaar, was de luchtkoeling afdoende geregeld. Er kwamen ook motoren met de cilinders in lijn of opgesteld in een V-vorm met waterkoeling. De motoren kregen 12 of 14 cilinders en leverden tussen de 300 en 400 pk vermogen. De Amerikaanse Liberty motor had een cilinderinhoud van 27 liter en een vermogen van 420 pk. Het werd op grote schaal geproduceerd in 1918. Met 0,9 kilogram motormassa voor elke paardenkracht vermogen was het zeer efficiënt. Het koelwater leidde tot extra massa en de plaatsing van de radiateur verstoort de stroomlijn. Beide motortypen hadden hun unieke voor- en nadelen en beiden zijn tot en met de Tweede Wereldoorlog veelvuldig gebruikt.
Door de verbeteringen nam het vliegplafond van de vliegtuigen toe. Op grotere hoogte neemt de luchtdruk af en dit leidt tot een minder goede vulling van de cilinders en daarmee verlies aan vermogen. Om dit te compenseren werd een supercharger, een compressor die lucht onder druk in de cilinders perst, geïnstalleerd. Eind jaren twintig werd al geëxperimenteerd, maar de grote doorbraak kwam pas in de jaren dertig. Later kwamen er ook turbos die door uitlaatgassen worden aangedreven.
Het gebruik van water voor de koeling had als nadeel dat een radiateur noodzakelijk is. Deze wordt door een luchtstroom gekoeld en dit heeft een negatief effect op de prestaties. Eind jaren dertig is het water vervangen door glycol. Glycol bevriest niet bij lage temperatuur en heeft een hoger kookpunt waardoor een kleiner radiateuroppervlak volstaat.
Het gebruik van de carburateur was lange tijd gebruikelijk. Hier wordt de benzinedamp en de lucht gemengd en vandaar naar de cilinder gevoerd. Het mengsel was niet altijd even consistent en niet elke cilinder kreeg evenveel. De oplossing werd gezocht in directe inspuiting. Dit principe was al bekend voor dieselmotoren en de Duitse motorenfabrikant Jumo heeft ook dieselmotoren voor vliegtuigen gemaakt. Aan het begin van de Tweede Wereldoorlog waren alle Duitse gevechtstoestellen uitgerust met benzinemotoren met directe inspuiting. Het was een complexere oplossing in vergelijking tot een carburateur, maar had als voordelen een gelijkmatiger vulling van de cilinders, geen problemen met ijsvorming op grote hoogte en het vliegtuig kon langere tijd onderste boven vliegen.
Al deze verbeteringen leidde met name in de Tweede Wereldoorlog tot aanzienlijke verbeteringen van de prestaties. De Britse Merlin motor van Rolls Royce begon in 1934 met een vermogen van 720 pk. In 1936 werd de Mark I versie bij de Royal Air Force geïntroduceerd en leverde toen 990 pk en dit liep op naar 2000 pk in 1945.